# Självporträtt (Matisse)
Självporträtt kan avse tre oljemålningar på duk av den franske konstnären Henri Matisse. 
1906 års självporträtt är sedan 1928 utställt på Statens Museum for Kunst i Köpenhamn. Det målades under konstnärens fauvistiska period och benämns också Självporträtt i randig t-shirt. Den är signerad "Henri-Matisse" i nedre vänster hörn. Statens Museum for Kunst äger inte mindre än 19 oljemålningar av Matisse; den kanske mest berömda är ett annat porträtt, Den gröna randen, föreställande konstnärens hustru.
Matisse målade åtminstone två ytterligare självporträtt. Den ena utfördes år 1900, är signerad "H. MATISSE" i nedre höger hörn och ingår sedan 1990 i Centre Georges-Pompidou samlingar i Paris. 1928 års självporträtt, signerat med hela namnet i samma hörn, ställs sedan 1979 ut på Musée départemental Matisse i Le Cateau-Cambrésis som är konstnärens födelseort. Dessa två självporträtt hamnade i franska statens ägo genom konstnärens söners försorg: Pierre Matisse(en) respektive Jean Matisse.

## Bildgalleri

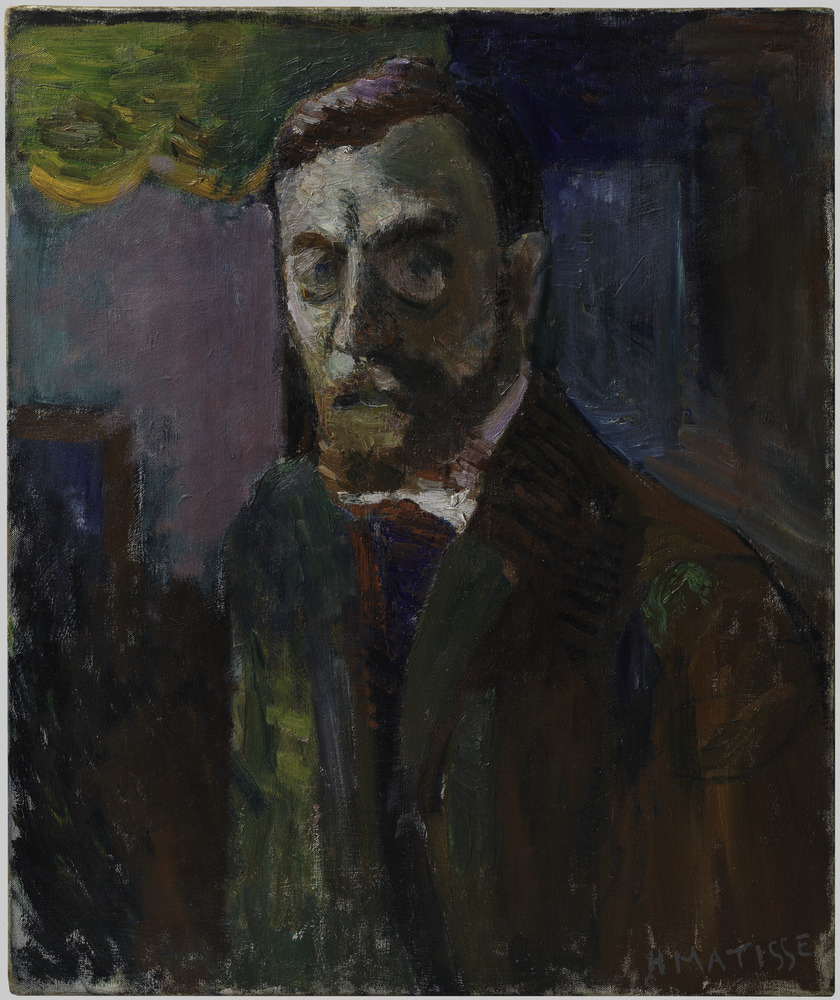
Självporträtt från 1900 (55 x 46 cm), Centre Georges-Pompidou.
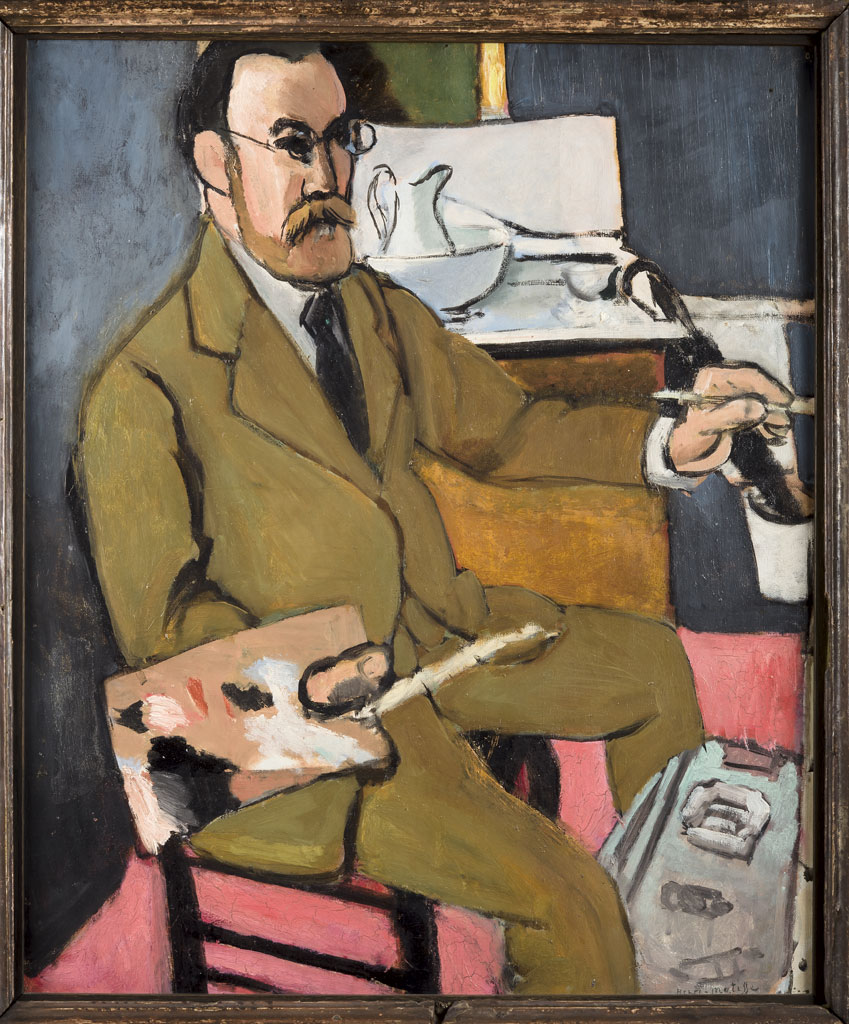
Självporträtt från 1928 (65,5 x 54 cm), Musée départemental Matisse i Le Cateau-Cambrésis.
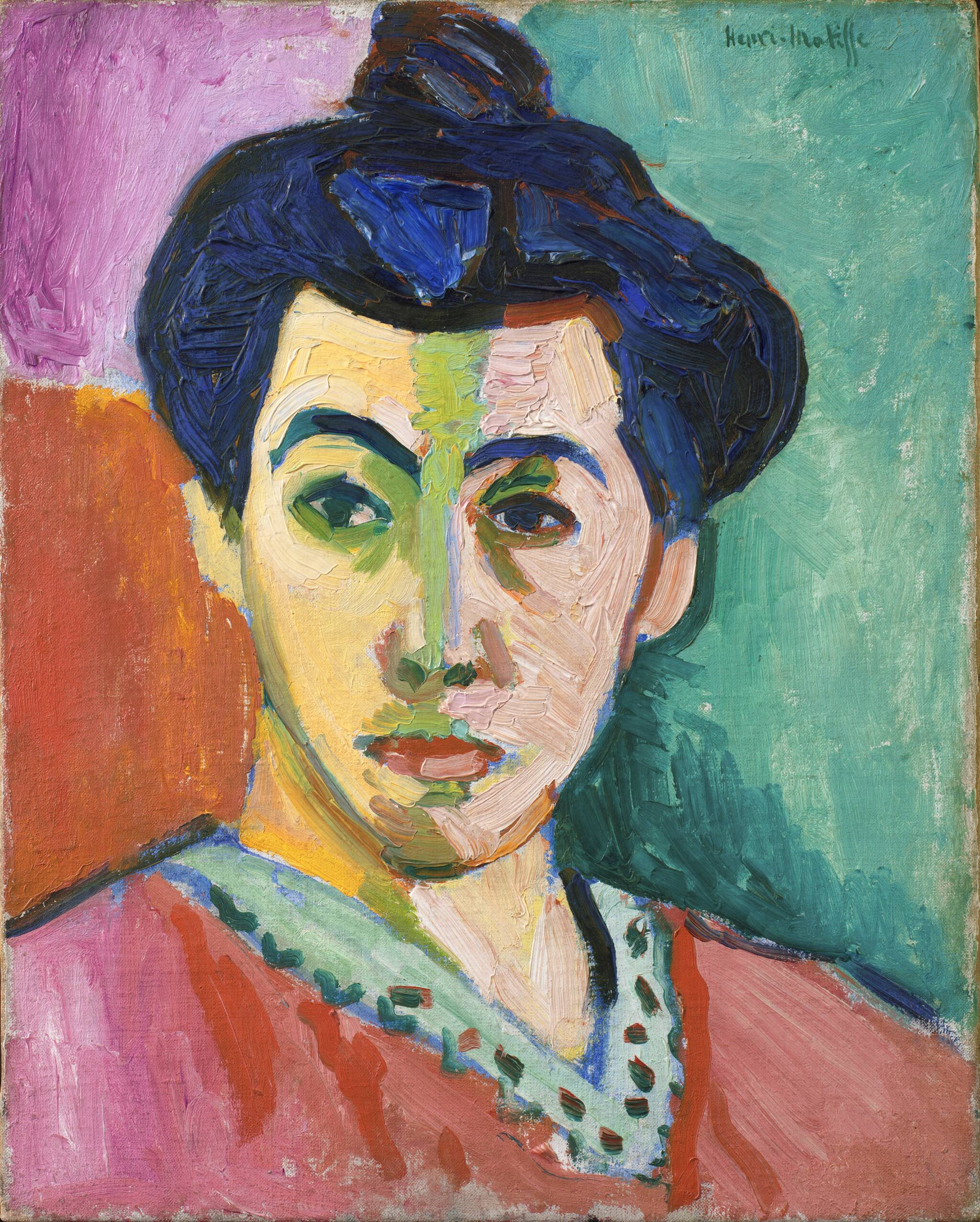
Den gröna randen eller Porträtt av madame Matisse från 1905, Statens Museum for Kunst.